# Galvanisme

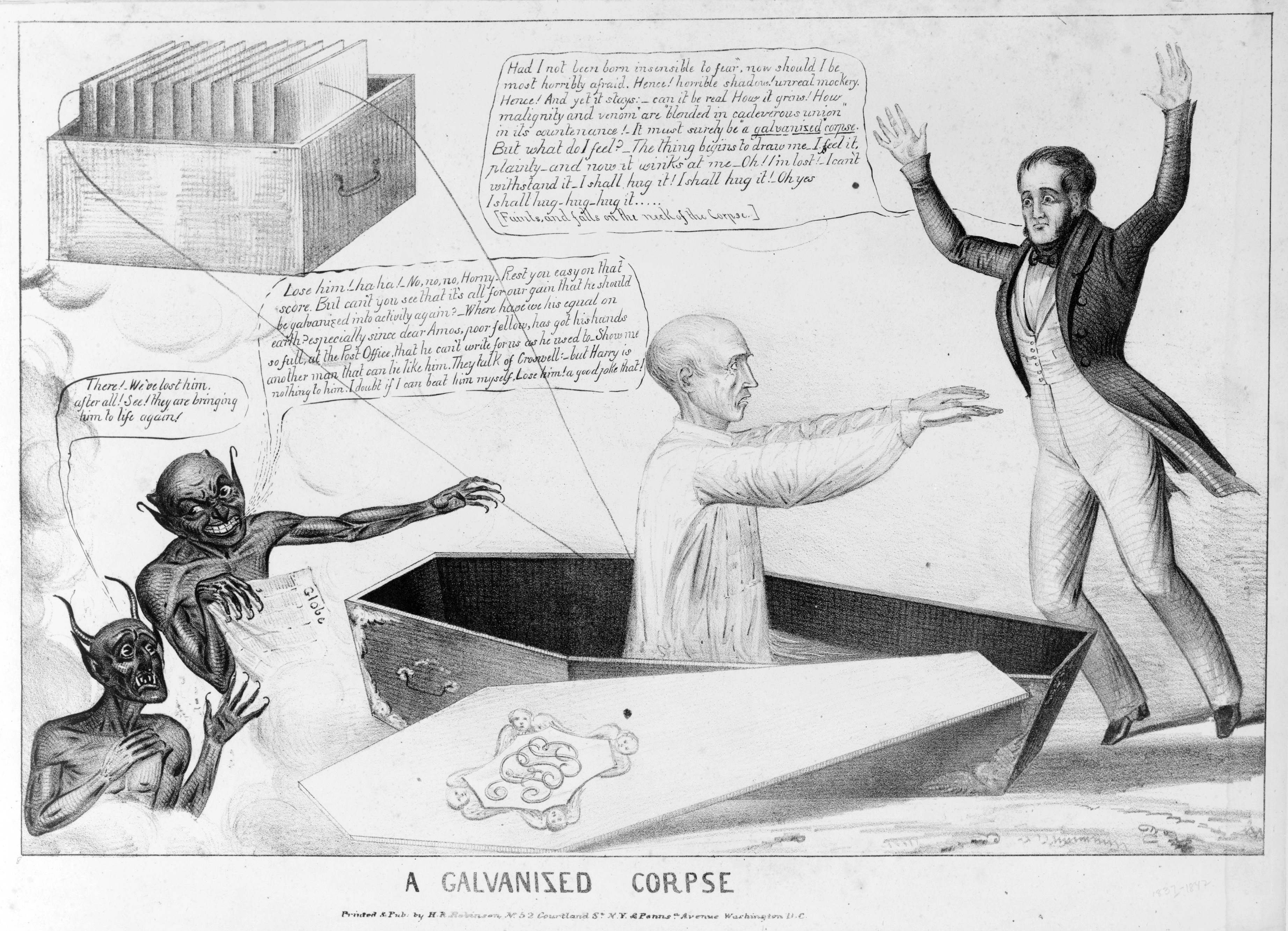
Caricatura d'un cadàver galvanitzat

El Galvanisme és una teoria de Luigi Galvani segons la qual el cervell dels animals produeix electricitat que és transferida pels nervis, acumulada en els músculs i disparada per a produir el moviment dels membres. Aquesta singular teoria va recórrer els claustres universitaris europeus entre finals del segle xviii i primeres dècades del xix. Els experiments amb animals, i fins amb cadàvers humans, encoratjaven la secreta esperança que, mitjançant l'electricitat, pogueren sanar-se malalties que provocaven paràlisis, i encara reanimar un cos mort. Eixes experiències poden considerar-se un remot antecedent del desfibril·lador cardíac modern.
El 1818, en la Universitat de Glasgow, el metge Andrew Ure va meravellar un auditori popular aplicant corrent al nervi frènic esquerre i al diafragma del cadàver d'un ajusticiat en la forca, amb la qual cosa va assolir la reanimació del cos. Tot va acabar en un frenètic festival d'horror quan es va aplicar corrent al nervi supraorbitari i al taló. A mesura que pujava el voltatge, "es van exhibir les ganyotes més horribles. Ràbia, horror, desesperació, angoixa i somriures espantosos s'uniren en l'horrible faç de l'assassí", va narrar el mateix Ure.
Dos anys abans, en un castell suís, Mary Shelley havia concebut la novel·la Frankenstein o el modern Prometeu, en la qual és molt clara la referència als experiments que llavors es feien amb l'electricitat, que apassionaven el marit de Mary, el poeta Percy Bysshe Shelley, i el grup d'intel·lectuals que l'envoltava, entre ells Lord Byron, a qui va tenir com a veí a Suïssa, i al "pobre" Polidori, que es va suïcidar tres anys després. La teoria d'un fluid elèctric nerviós, produït pel cervell, conduït pels nervis i emmagatzemat en els músculs, ha estat abandonada pels científics.